# Själevadsfjärden
Die Själevadsfjärden ist ein See in der Gemeinde Örnsköldsvik in Schweden.

## Geographie
Die Själevadsfjärden ist die zweite von drei Fjärden, die der Moälven in seinem Unterlauf durchfließt, und die größte von ihnen. Am Nordufer des Sees liegt Billaberget, unterhalb davon mündet der Billstabäcken in die Fjärde. Einer der Zuflüsse der Fjärde ist der Kallån auf der rechten Seeseite. Es gibt drei kleine Inseln in der Själevadsfjärden, die Prästholmarna. Sie können mit Booten erreicht werden, auf der größten gibt es einen Rastplatz. Am unteren Ende der Fjärde liegt Själevad mit der Själevads kyrka. Die Verbindung zur dritten Fjärde, der Veckefjärden, heißt Prästsundet. Über die Verengung führt eine Brücke mit der Europastraße 4, sie führt nach Örnsköldsvik.

## Schiffsunglücke
Auf der Själevadsfjärden sind 1701 und 1803 zwei schwere Schiffsunglücke geschehen. Beide Male waren Kirchenbesucher auf dem Weg zur Själevads kyrka, als ihr Boot in stürmischen Wetter kenterte. Am 26. Mai 1701, dem Bittsonntag, kenterte ein Boot mit 31 Kirchenbesuchern in der Mitte der Själevadsfjärden. 30 der Passagiere ertranken, ihre Leichen wurden im Laufe der nächsten acht Tage gefunden. Das Unglück am 26. Juni 1803 geschah am selben Platz wie das von 1701, auch hier kenterte das Boot nahe den Prästholmarna. Von 48 Passagieren an Bord ertranken 45. Ein Großteil der Passagiere war auf dem Weg zur Taufe der Tochter von Pehr Jansson aus Österalnö, auch er und seine gesamte Familie ertranken.

## Kunst
Der Maler Gunnar Wiberg (1894–1969) kam aus Överhörnäs und malte das Ölgemälde Från Själevad, es zeigt eine Person in Winterkleidung beim an Land kommen mit einem Fisch, im Hintergrund sieht man sein Ruderboot und eine der Inseln in der Fjärde.